# 2003 în literatură
- 2002 în literatură — 2003 în literatură — 2004 în literatură

Anul 2003 în literatură a implicat o serie de evenimente și cărți noi semnificative.

## Cărți noi
- Peter Ackroyd - The Clerkenwell Tales
- Atsuko Asano - No. 6
- Paul Auster - Oracle Night
- Chimamanda Ngozi Adichie - Purple Hibiscus
- Mitch Albom - The Five People You Meet in Heaven
- Martin Amis - Yellow Dog
- Margaret Atwood - Oryx and Crake
- Max Barry - Jennifer Government
- Greg Bear - Darwin's Children
- Hilari Bell - Fall of a Kingdom
- Thomas Berger - Best Friends
- Giles Blunt - The Delicate Storm
- Dan Brown - The Da Vinci Code
- Lars Saabye Christensen - Maskeblomstfamilien
- Paolo Coelho - Eleven Minutes
- J. M. Coetzee - Elizabeth Costello
- Deborah Joy Corey - The Skating Pond
- Bernard Cornwell - Sharpe's Havoc, Sharpe's Christmas și Heretic
- Douglas Coupland - Hey Nostradamus!
- Robert Crais - The Last Detective
- Julie E. Czerneda - Space, Inc.
- Jeffery Deaver - Twisted
- Don DeLillo - Cosmopolis
- Cory Doctorow - A Place So Foreign and Eight More și Down and Out in the Magic Kingdom
- Gerard Donovan - Schopenhauer's Telescope
- Fernanda Eberstadt - The Furies
- Harald Rosenløw Eeg - Alle duene – Toți porumbeii – (roman pentru tineret)
- William Gibson -Pattern Recognition
- Jean-Christophe Grangé - L'Empire des loups
- John Grisham - The King of Torts
- Mark Haddon - The Curious Incident of the Dog in the Night-Time: A Novel
- Joanne Harris - Holy Fools
- Victor Heck
  - The Asylum Vol 2 - The Violent Ward
  - The Asylum Vol 3 - The Quiet Ward
- Khaled Hosseini - The Kite Runner
- Jennifer Haigh - Mrs. Kimble
- Zoë Heller - Notes on a Scandal
- Michel Houellebecq - Lanzarote
- Pope John Paul II - Roman Triptych. Meditations
- Alan Judd - The Kaiser's Last Kiss
- Greg Keyes - The Final Prophecy
- Stephen King - Wolves of the Calla
- Dean R. Koontz - The Face
- Jonathan Lethem - The Fortress of Solitude
- James Luceno - The Unifying Force
- Steve Martini - The Arraignment
- Magnus Mills - The Scheme for Full Employment
- Julie Myerson - Something Might Happen
- Andrew Neiderman - The Baby Squad
- Audrey Niffenegger - The Time Traveler's Wife
- Garth Nix - Mister Monday
- Chuck Palahniuk - Diary
- Christopher Paolini - Eragon
- Carolyn Parkhurst - The Dogs of Babel
- DBC Pierre - Vernon God Little
- Terry Pratchett - Monstrous Regiment și The Wee Free Men
- Matthew Reilly - Scarecrow
- J. Jill Robinson - Residual Desire
- Joel C. Rosenberg - The Last Jihad: A Novel
- J. K. Rowling - Harry Potter and the Order of the Phoenix
- Nick Sagan - Idlewild
- Matthew Sharpe - The Sleeping Father
- Michael Slade - Bed of Nails
- Lemony Snicket - The Slippery Slope
- Wilbur Smith - Blue Horizon
- Olen Steinhauer - The Bridge of Sighs
- Neal Stephenson - Quicksilver  (Vol. I al Baroque Cycle)
- Matthew Stover - Shatterpoint
- Anthony Swofford - Jarhead
- Miguel Sousa Tavares - Ecuador
- Adam Thirlwell - Politics
- Akira Toriyama - Tenshi no Tocchio
- Sergio Troncoso - The Nature of Truth
- Andrew Vachss - The Getaway Man
- Irvine Welsh - Porno
- Sean Williams & Shane Dix - Force Heretic: Remnant, Force Heretic: Refugee șiForce Heretic: Reunion
- Tobias Wolff - Old School
- Roger Zelazny - Manna from Heaven

## Premii
- Medalia Premiului NobelPremiul Nobel pentru Literatură: J.M. Coetzee